# Joseph Ngô Quang Kiệt
Joseph Ngô Quang Kiệt (ur. 4 września 1952 w Mỹ Sơn) – wietnamski duchowny katolicki, arcybiskup Hanoi w latach 2005-2010.

## Życiorys
Święcenia kapłańskie przyjął 31 maja 1991.

## Episkopat
3 czerwca 1999 Jan Paweł II mianował go biskupem ordynariuszem Lạng Sơn i Cao Bằng. sakry udzielił mu 29 czerwca 1999 bp Jean-Baptiste Bùi Tuần.
23 kwietnia 2003 został administratorem apostolskim Hanoi.
19 lutego 2005 papież mianował go metropolitą Hanoi. 13 maja 2010 złożył rezygnację z urzędu złożoną ze względu na stan zdrowia. Jego następcą został dotychczasowy koadiutor abp Pierre Nguyễn Văn Nhơn.